# Everybody ready now?
「Everybody ready now?」（エブリバディ・レディ・ナウ）は、伊藤静の1枚目のシングル。2011年12月7日にGloryHeavenから発売された。

## 概要
収録曲は3曲とも、年明けに行われた単独ライブを意識した内容になっている尚初回生産分に単独ライブの先行予約案内が封入されている。
本作の発売を記念して2011年12月24日にAKIHABARAゲーマーズ本店8Fでクリスマスカードお渡し会が開催され、参加券がゲーマーズのAKIHABARA本店、池袋店、新宿店、津田沼店、立川店、町田店、大宮店、横浜店で配布された。

## 収録曲
1. Dreamer [4:05]
作詞：春和文、作曲：渡辺翔、編曲：清水哲平
2. Ready now? [4:04]
作詞：伊藤静、作曲・編曲：河原嶺旭
3. ワンダフルライフ [4:10]
作詞：六ツ見純代、作曲・編曲：佐伯高志
4. Dreamer（Instrumental）
5. Ready now?（Instrumental）
6. ワンダフルライフ（Instrumental）